# Nome fantasia
Nome fantasia, nome de fantasia, também chamado nome de marca, nome comercial ou nome de fachada, é a designação popular de título de estabelecimento utilizada por uma instituição (empresa, associação etc), seja pública ou privada, sob o qual ela se torna conhecida do público. Esta denominação opõe-se à razão social, que é o nome utilizado perante os órgãos públicos de registro das pessoas jurídicas. A utilização do nome de fantasia se dá em diversos momentos, desde a sua colocação na fachada do estabelecimento comercial até a sua aposição nos produtos fabricados, passando pela veiculação em material de publicidade.